# سیتاکوز
سیتاکوز یا تب طوطی و اُرنیتوز یک بیماری عفونی مشترک میان انسان و دام است که توسط یک باکتری به نام کلامیدیوفیلا پسی‌تاسی ایجاد می‌شود و از راه پرندگانی مانند طوطی، مکائو، عروس هلندی، مرغ عشق، کبوتر، گنجشک، مرغابی، مرغ و … منتقل می‌شود. اگر بیماری از طریق طوطی منتقل شود، سیتاکوز و اگر از راه دیگر پرندگان منتقل شود، اُرنیتوز نام دارد.

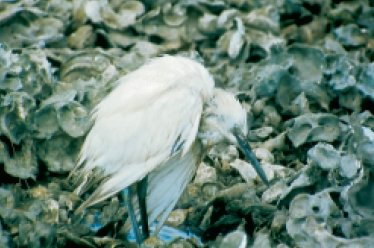
یک حواصیل آبی کوچک مبتلا به سیتاکوز

## نشانه‌ها

### در انسان
بیماری در فرد می‌تواند پنهان باشد یا نشانه‌هایی مانند سینه‌پهلو داشته باشد. در هفتهٔ نخست بیماری نشانه‌های حصبه در فرد دیده می‌شود که عبارتند از: تب شدید، آرترالژی، اسهال، التهاب ملتحمه، خون‌دماغ شدن و کاهش شمار گلبول‌های سفید در خون باشد. همچنین نقاط قرمز ممکن است در پوست دیده شود. در پایان هفتهٔ نخست احتمالاً فرد دچار بزرگ‌طحالی می‌شود. این بیماری می‌تواند منجر به عفونت شدید شش‌ها شود و شک افراد را به بیماری‌های تنفسی بالا می‌برد. سردرد شدید هم ممکن است در فرد بیمار دیده شود و احتمال مننژیت را در ذهن ایجاد کند. در موارد شدید در پایان هفتهٔ نخست فرد ممکن است به کما رود.
در هفتهٔ دوم تب بالا، سردرد، سرفه و تنگی نفس در فرد دیده می‌شود. همچنین نشانه‌هایی مانند التهاب درون‌شامه قلب، التهاب در کبد، میوکاردیت، التهاب مفصل و کراتوکنژنکتیویت ممکن است در فرد دیده شود.
این بیماری با آنتی‌بیوتیک‌هایی مانند تتراسایکلین و کلرامفنیکل بهبود می‌یابد اما در موارد شدیدتر باید درمان تزریقی داشت.
مطابق با پژوهش‌ها در ایالات متحده، این بیماری قابلیت تبدیل شدن به سلاح میکروبی را دارد. از مشهورترین افراد کشته شده از این بیماری می‌توان به مادر ریدیوهد و فیل سلوی خواننده اشاره کرد.

### در پرندگان
عفونت معمولاً در پرندگان آشکار نیست اما در موارد شدیدتر در پرنده شاهد ریزش متناوب پرها، برافروختگی چشم، مشکل در تنفس و مدفوع آبکی خواهیم بود.

#### درمان
آنتی‌بیوتیک‌هایی مانند داکسی‌سایکلین یا تتراسایکلین در درمان این بیماری مفیدند که می‌توانند به صورت قطره یا تزریق وارد بدن پرنده شوند.